# Amitai Etzioni
Amitai Etzioni (nascido Werner Falk, Colónia, 4 de janeiro de 1929 – Washington, D.C., 31 de maio de 2023) foi um sociólogo germano-estadunidense-israelense. É um dos autores mais importantes da Abordagem Estruturalista mais precisamente da Teoria Estruturalista da Administração. Sociólogo e professor das Universidades de Columbia e de George Washington (EUA) e membro do Instituto de Estudo de Guerra e Paz. Estudou a integração da organização com a sociedade como um facto social, atuando e agindo na sociedade.

## Obra
Em seu livro "Organizações Modernas" (1964), Etzioni relata as conclusões de sua pesquisa sobre os diferentes tipos de organizações classificando-as em três categorias, analisando e comparando o controle e a autoridade.
- 1) Organizações especialistas: alto nível de especialização das pessoas, predominando autoridade e técnica;
- 2) Organizações não especializadas: atividade de produção de bens; definição de objetivos específicos e controle de metas;
- 3) Organização de serviços: atividades de serviços; as pessoas não são vinculadas a organização, tendo uma atividade temporária que pode ser definida por uma tarefa específica; o vínculo se dá por contrato.

### Livros
- A Comparative Analysis of Complex Organizations. Glencoe, IL: Free Press. 1961. ISBN 978-0-02-909620-8.
- The Hard Way to Peace: A New Strategy. Nova York: Collier. 1962.
- Winning without War. Garden City, NY: Doubleday. 1964.
- Modern Organizations. Englewood Cliffs, NJ: Prentice-Hall. 1964. ISBN 978-0-13-596049-3.
- The Moon-Doggle: Domestic and International Implications of the Space Race. Garden City, NY: Doubleday. 1964.
- Political Unification: A Comparative Study of Leaders and Forces. Nova York: Holt, Rinehart and Winston. 1965.
- Studies in Social Change. Nova York: Holt, Rinehart and Winston. 1966.
- The Active Society: A Theory of Societal and Political Processes. Nova York: Free Press. 1968.
- Demonstration Democracy. Nova York: Gordon & Breach. 1971. ISBN 978-0-02-909580-5.
- Genetic Fix: The Next Technological Revolution. Nova York: Macmillan Publishing Co., Inc. 1973. ISBN 978-1-135-36371-0.
- Social Problems. Englewood Cliffs, NJ: Prentice-Hall. 1976.
- An Immodest Agenda: Rebuilding America Before the 21st Century. Nova York: McGraw-Hill Co. 1983.
- Capital Corruption: The New Attack on American Democracy. Nova York: Harcourt Brace Jovanovich. 1984. ISBN 978-0-88738-708-1.
- The Moral Dimension: Toward a New Economics. Nova York: The Free Press. 1988. ISBN 978-0-02-909901-8.
- A Responsive Society: Collected Essays on Guiding Deliberate Social Change. San Francisco: Jossey-Bass Publishers. 1991. ISBN 978-1-55542-378-0.
- The Spirit of Community: Rights, Responsibilities and the Communitarian Agenda. Nova York: Crown Publishers, Inc. 1993. ISBN 978-0-671-88524-3.
- Public Policy in a New Key. New Brunswick, NJ: Transaction Publishers. 1993. ISBN 978-1-56000-075-4.
- The New Golden Rule: Community and Morality in a Democratic Society. Nova York: Basic Books. 1997. ISBN 978-0-465-04999-8.
- Essays in Socio-Economics. Germany: Springer. 1999. ISBN 978-3-540-64466-8.
- The Limits of Privacy. Nova York: Basic Books. 1999. ISBN 978-0-465-04090-2.
- Martin Buber Und Die Kommunitarische Idee. Wien, Germany: Picus Verlag. 1999. ISBN 978-3-85452-372-7.
- The Third Way to a Good Society. Pamphlet. Londres: Demos. 2000.
- Next: The Road to the Good Society. Nova York: Basic Books. 2001. ISBN 978-1-84180-030-1.
- Political Unification Revisited: On Building Supranational Communities. Lanham, MD: Lexington Books. 2001. ISBN 978-0-7391-0273-2.
- The Monochrome Society. Princeton: Princeton University Press. 2001. ISBN 978-0-691-11457-6.
- My Brother's Keeper: A Memoir and a Message. Rowman & Littlefield: Lanham, MD. 2003. ISBN 978-0-7425-2158-2.
- From Empire to Community: A New Approach to International Relations. Nova York: Palgrave Macmillan. 2004. ISBN 978-1-4039-6535-6.
- The Common Good. Cambridge, MA: Polity Press. 2004. ISBN 978-0-7456-3267-4.
- How Patriotic is the Patriot Act?: Freedom Versus Security in the Age of Terrorism. Nova York: Routledge. 2004. ISBN 978-0-415-95047-3.
- Security First: For a Muscular, Moral Foreign Policy. New Haven: Yale University Press. 2007. ISBN 978-0-300-13804-7.
- New Common Ground: A New America, A New World. Washington, DC: Potomac Publishing, 2009. ISBN 978-1-59797-407-3.
- Law in a New Key: Essays on Law and Society. New Orleans, LA: Quid Pro Quo Books. 2010. ISBN 978-1-61027-044-1.
- Hot Spots: American Foreign Policy in a Post-Human-Rights World. New Brunswick, NJ: Transaction Publishers. 2012. ISBN 978-1-4128-5546-4.
- The New Normal: Finding a Balance between Individual Rights and the Common Good. New Brunswick, NJ: Transaction Publishers. 2015. ISBN 978-1-4128-5526-6.
- Privacy in a Cyber Age: Policy and Practice. Nova York: Palgrave Macmillan. 2015. ISBN 978-1-137-51358-8.
- Foreign Policy: Thinking Outside the Box. Nova York: Routledge. 2016. ISBN 978-1-138-67830-9.
- Avoiding War with China: Two Nations, One World. Charlottesville, VA: University of Virginia Press. 2017. ISBN 978-0-8139-4003-8.
- Happiness is the Wrong Metric: A Liberal Communitarian Response to Populism. Washington, DC. Springer. 2018. ISBN 978-3-319-69623-2.
- Law and Society in a Populist Age: Balancing Individual Rights and the Common Good. Bristol: Bristol University Press. 2018. ISBN 978-1-5292-0025-6.
- Reclaiming Patriotism. Charlottesville, VA: University of Virginia Press. 2019.

Livros editados e/ou em coautoria com Etzioni não estão incluídos nesta lista.